# Il nido del ragno
Il nido del ragno è un film del 1988 diretto da Gianfranco Giagni.

## Trama
Alan Whitmore è un professore di religioni orientali incaricato di andare a Budapest per indagare sul perché il suo collega, il professor Roth, non fa più avere sue notizie. Withmore riesce a raggiungerlo e a parlargli poco prima che il professore venga ritrovato impiccato nella sua camera. Da quel momento Withmore si ritrova invischiato in una serie di affari loschi con al centro una misteriosa setta segreta. Lo accompagna l'affascinante Genevieve che, però, pare sapere più cose di quanto dice. 